# Idioma sila (Chad)
La lengua Sila, también conocida por varios nombres como Dar Sila, Dar Sila Daju, Bokor, Bokorike, Bokoruge, Dadjo, Dajou, Daju y Sula, es una lengua perteneciente al grupo sudanés oriental. Es una de las tres lenguas estrechamente relacionadas de la zona conocida como "Daju", junto con la lengua Nyala y la lengua daju mongo. Se habla principalmente en Chad, cerca de la frontera con Darfur, y también hay migraciones hacia Sudán.
La lengua sila cuenta con dos dialectos principales: el sila propiamente dicho y el mongo. Es importante no confundir el dialecto mongo del sila con la lengua daju mongo, ya que son entidades lingüísticas diferentes.
Esta lengua refleja la rica diversidad cultural y lingüística de la región y juega un papel crucial en la identidad y la comunicación de las comunidades que la hablan.